# Football Club Chalonnais
Il Football Club Chalonnais è una società calcistica francese, con sede a Chalon-sur-Saône, Borgogna.

## Storia[1]
Il Football Club Chalonnais venne fondato nel 1926. Ha partecipato nella sua storia ad undici campionati di terza serie francese.
La squadra di Chalon-sur-Saône è stata l'ultima in cui Jean-Pierre Adams militò, prima di cadere in coma per un errore con l'anestesia fatta per un'operazione ad un ginocchio dell'ex giocatore della nazionale francese.